# Aartsbisdom Yaoundé

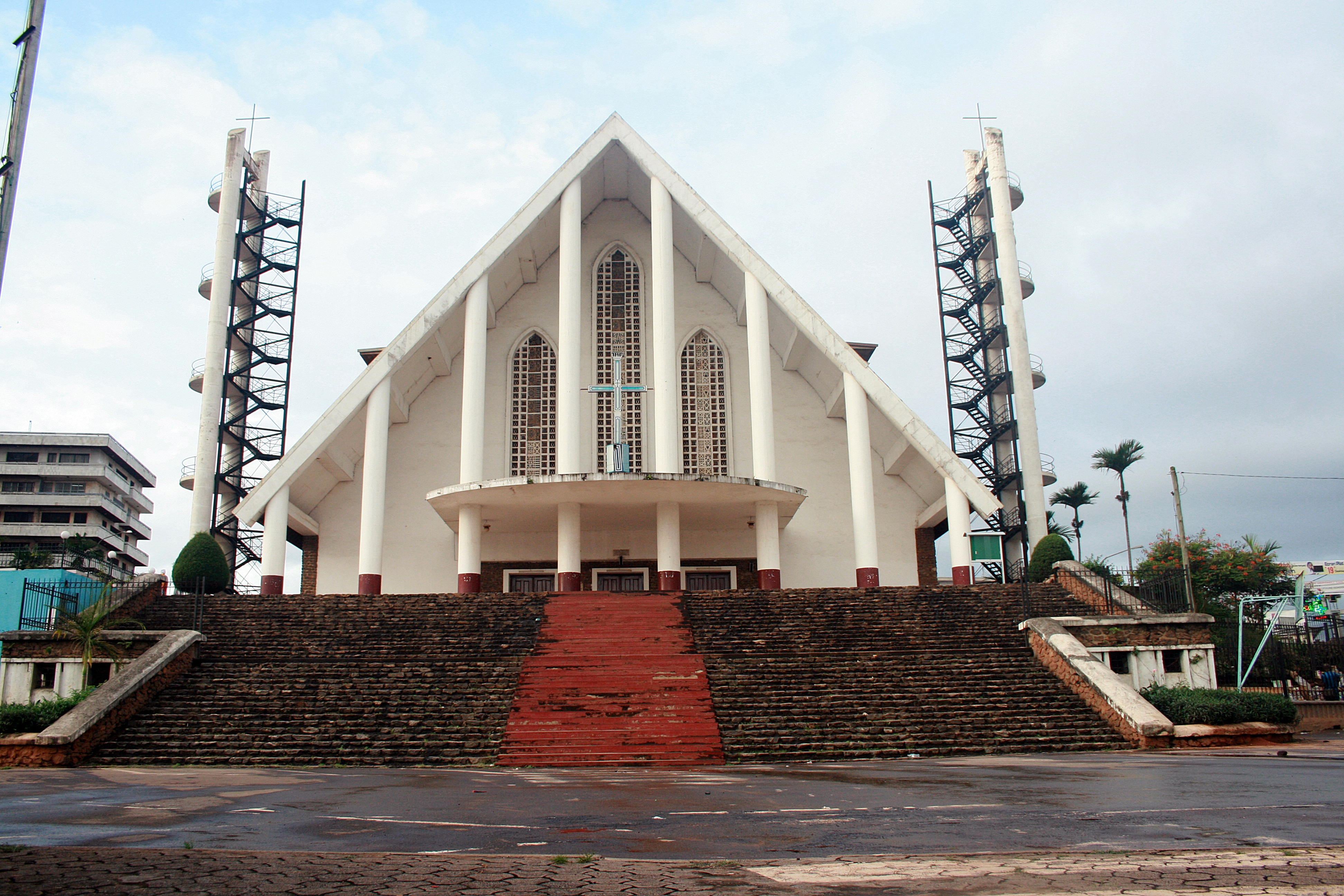
De Onze-Lieve-Vrouw-der-Overwinningenkathedraal van Yaoundé

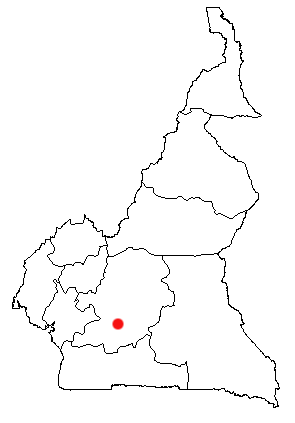
De ligging van Yaoundé binnen Kameroen

Het aartsbisdom Yaoundé (Latijn: Archidioecesis Yaundensis) is een rooms-katholiek aartsbisdom in Kameroen met als zetel Yaoundé.  
In 1890, in de Duitse koloniale tijd, werd de apostolische prefectuur Kameroen opgericht. Dit werd in 1905 een apostolisch vicariaat. Na de Eerste Wereldoorlog werden de Duitse missionarissen, hier de pallottijnen, uitgewezen en kwamen Franse spiritijnen in hun plaats. In 1931 wijzigde de naam in het apostolisch vicariaat Yaoundé. In 1955 werd Yaoundé verheven tot een aartsbisdom. De eerste aartsbisschop was de Franse pater spiritijn René Marie Graffin (1899-1967).
Yaoundé heeft zes suffragane bisdommen:
- Bafia
- Ebolowa
- Kribi
- Mbalmayo
- Obala
- Sangmélima

In 2020 telde het aartsbisdom 166 parochies. Het aartsbisdom heeft een oppervlakte van 4.964 km² en telde in 2020 vier miljoen inwoners waarvan 47,7% rooms-katholiek was. 

## Bisschoppen
- Heinrich Vieter, S.A.C. (1890-1914)
- Franziskus Hennemann, S.A.C. (1914-1922)
- François-Xavier Vogt, C.S.Sp. (1923-1943)
- René Marie Graffin, C.S.Sp. (1943-1961)
- Jean Zoa (1961-1998)
- André Wouking (1998-2002)
- Simon-Victor Tonyé Bakot (2003-2013)
- Jean Mbarga (2014-)

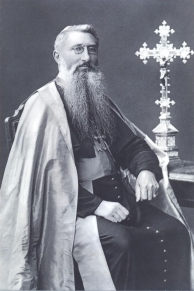
Heinrich Vieter
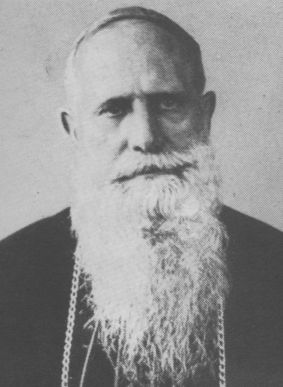
Franziskus Hennemann
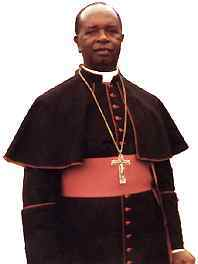
Jean Zoa
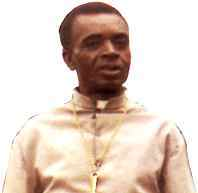
André Wouking
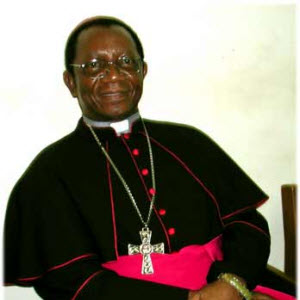
Simon-Victor Tonyé Bakot
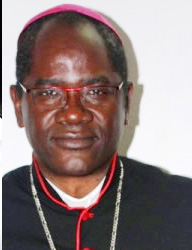
Jean Mbarga